# Arhitektura 20. st. Franka Lloyda Wrighta
Frank Lloyd Wright je bio istaknuti američki arhitekt, dizajner interijera, spisatelj i predavač prve polovice 20. stoljeća. Dizajnirao je više od 1.000 objekata od kojih je izgrađeno skoro 500, od kojih se oko 280 održalo do današnjeg dana. Već slavan za života, 1991. godine ga je Američki institut arhitekata (American Institute of Architects, AIA) proglasio „najvećim američkim arhitektom svih vremena”.
God. 2019. UNESCO je upisao osam njegovih djela, koje je arhitekt projektirao tijekom prve polovice 20. stoljeća, na popis mjesta svjetske baštine u Sjevernoj Americi jer „predstavljaju „organičku arhitekturu” koju je razvio Wright, a koja uključuje otvoreni plan, zamagljivanje granica između vanjskog i unutarnjeg prostora i dotad neviđeno korištenje materijala kao što su čelik i beton. Svaka od tih zgrada nudi inovativna rješenja za potrebe stanovanja, bogoslužja, rada ili dokolice. Wrightov rad iz tog razdoblja imao je snažan utjecaj na razvoj moderne arhitekture u Europi”.

## Popis zaštićenih djela
| Ime                          | Fotografija | Lokacija                | Godina izgradnje | Koordinate                                                |
| ---------------------------- | ----------- | ----------------------- | ---------------- | --------------------------------------------------------- |
| Unity Temple                 |             | Oak Park, Illinois      | 1908.            | 41°53′18″N 87°47′48″W / 41.88833°N 87.79667°W             |
| Frederick C. Robie House     |             | Chicago, Illinois       | 1910.            | 41°47′23.4″N 87°35′45.3″W / 41.789833°N 87.595917°W       |
| Taliesin                     |             | Spring Green, Wisconsin | 1911.-           | 43°08′30″N 90°04′15″W / 43.14153°N 90.07091°W             |
| Hollyhock House              |             | Los Angeles, California | 1918. – 1921.    | 34°05′59.85″N 118°17′40.61″W / 34.0999583°N 118.2946139°W |
| Fallingwater                 |             | Mill Run, Pennsylvania  | 1935.            | 39°54′22″N 79°28′5″W / 39.90611°N 79.46806°W              |
| Jacobs House I.              |             | Madison, Wisconsin      | 1937.            | 43°3′31″N 89°26′29″W / 43.05861°N 89.44139°W              |
| Taliesin West                |             | Scottsdale, Arizona     | 1937.-           | 33°36′22.8″N 111°50′45.5″W / 33.606333°N 111.845972°W     |
| Guggenheim muzej u New Yorku |             | New York, New York      | 1943. – 1959.    | 40°46′59″N 73°57′32″W / 40.782975°N 73.958992°W           |

## Vanjske poveznice
|  | Zajednički poslužitelj ima još gradiva o temi Arhitektura 20. st. Franka Lloyda Wrighta |

- Zaklada Frank Lloyd Wright, službene stranice